# バラ園の聖母 (ボッティチェッリ)
『バラ園の聖母』（バラえんのせいぼ、伊: Madonna del Roseto）は、イタリア・ルネサンスの画家サンドロ・ボッティチェッリが1469 - 1470年に制作した板上のテンペラ画である。作品は、フィレンツェのウフィツィ美術館に収蔵されている。

## 概要
床の敷石による線遠近法で奥行きが表現されている。背景がバラ園であるとすれば、聖母マリアの処女性を示す「閉ざされた庭 (hortus conclusus)」を表していることになる。幼子キリストが持つザクロは、キリストの復活の象徴である。母子の間の情感表現は、ボッティチェッリの師であったフィリッポ・リッピの影響を示す。しかし1467年にリッピの工房がスポレートに移った後に制作された本作は、その聖母子像の彫塑性にリッピに代わってヴェロッキオの工房で共同制作をしていたボッティチェッリの新たな様式を示している。この様式は、後に描かれる『剛毅』(ウフィツィ美術館) の女性像へと繋がっていくものである。

## 関連作品

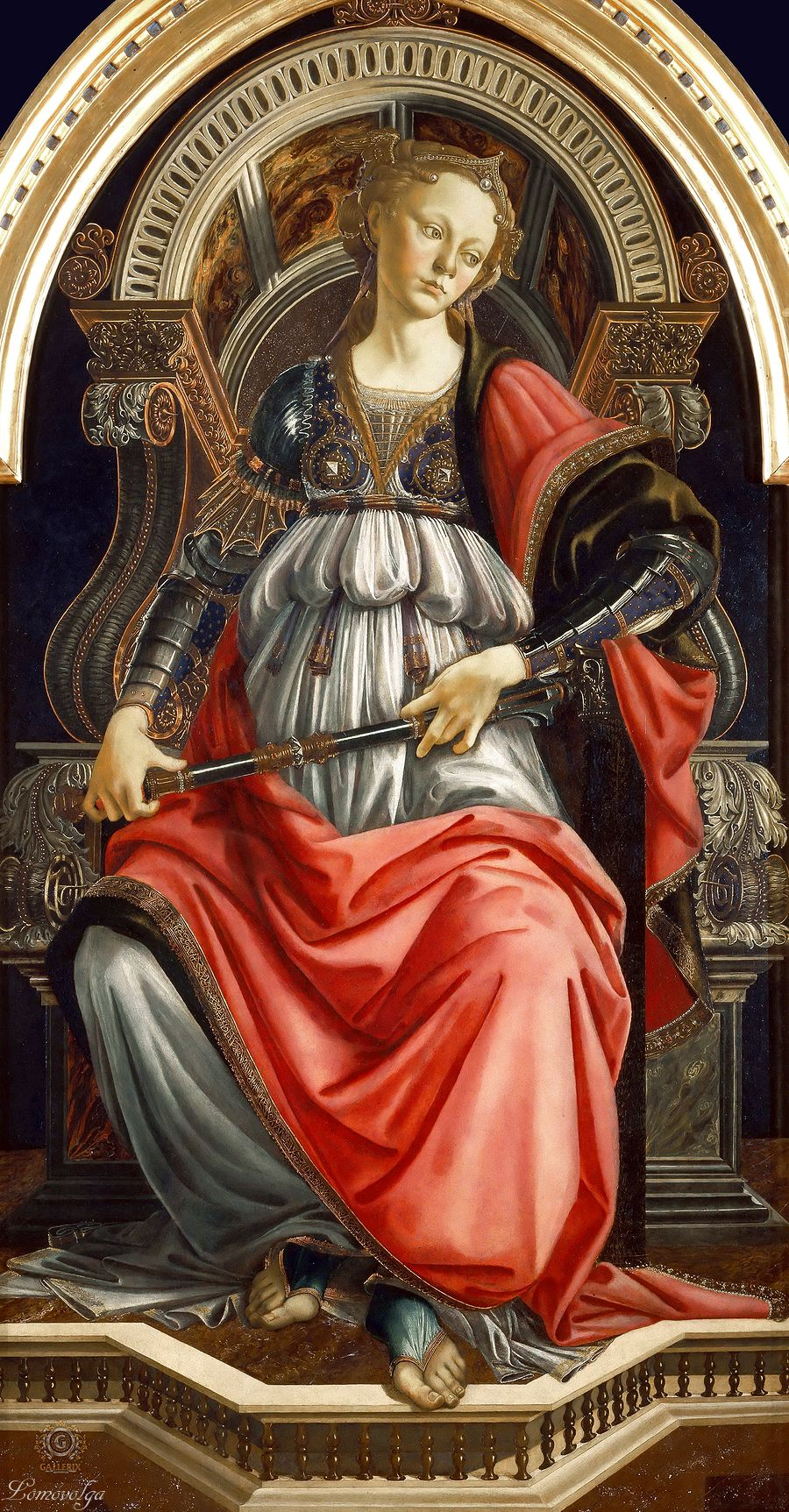
『剛毅』(1470年)、167 x 87 cm、板にテンペラ、ウフィツィ美術館